# プロジェクト・ブルーブック (テレビ番組)
『プロジェクト・ブルーブック』（Project Blue Book）は、2019年1月8日に公開開始された、アメリカ合衆国のSFドラマシリーズ。制作はヒストリー。
このドラマは米国空軍が実施した未確認飛行物体に関する一連の研究である「プロジェクト・ブルーブック」に基づいて制作されたSFドラマで、エイダン・ギレンが主人公のジョーゼフ・アレン・ハイネック博士を演じる 。
シーズン1は10話構成  。
2019年2月10日、制作会社ヒストリーは、このドラマシリーズのセカンドシーズン（全10エピソード）の更新を決定、2020年1月21日に放送を開始  。 しかし、2020年5月、シリーズの打ち切りが発表され、  2020年5月7日、シリーズの新しいネットワークを見つけるため、製作者への支援の請願が開始される  。

## 概要
このシリーズは、実在した研究プロジェクトである「プロジェクト・ブルーブック」を軸として物語が展開している。
「プロジェクト・ブルーブック」は、1950年代から1960年代にかけてアメリカ空軍が秘密裏に行った、UFOとの遭遇や原因不明の現象に関しての一連の調査に付けられたコード・ネームである。
UFOの存在には懐疑的であった天体物理学の教授（しかし最終的にUFO研究者となる）であるジョーゼフ・アレン・ハイネック博士が空軍からの依頼でこの仕事を引き受け  、空軍の上級パイロットであるマイケル・クイン大尉をパートナーとして全米のUFO目撃情報を調査することになる。
どんな事件に対しても冷静に科学的なアプローチで調査を進めていくハイネックだったが、やがてそれらの全てが科学によって説明できるわけではないことに気がついていく。また、事件現場に姿を現す謎の帽子の男に導かれ、新たな謎に直面していく。
シーズン1最終話では、実際に起きた「首都ワシントンDCでのUFO乱舞事件」を題材に、物語のクライマックスを迎える。
なお、本作は事実を基に制作されたドラマであるが、さまざまな脚色が加えられ、フィクションとしての色合いが濃くなっており、厳密な記録映画とは一線を画す。

## キャストとキャラクター

### メイン
- ジョーゼフ・アレン・ハイネック博士 (Dr. J. Allen Hynek)
演 - エイダン・ギレン
プロジェクト・ブルーブックの担当に任命された天文学者、天体物理学者、教授。後にUFO研究者[2] 。プロジェクト参加前は、宇宙人やUFOの存在に懐疑的な立場を取っていた。参加後は、分析的かつ科学的に事件を解明しようと取り組む。
- マイケル・J・クイン大尉 (Captain Michael Quinn)
演 - マイケル・マラーキー
第二次世界大戦中は米国空軍のパイロットとして出兵。叙勲を受けた軍人である。プロジェクト・ブルーブックでハイネック博士のパートナーに任命される[9]。
この登場人物は、実在のプロジェクト・ブルーブックの初代ディレクターである米国空軍のエドワード・ルッペルト大尉がモデルになっている。
- ミミ・ハイネック (Mimi Hynek)
演 - ローラ・メネル
ハイネック博士の妻[10]。極秘任務に従事するため不在がちとなり、仕事内容も知らされないまま、時には負傷して帰宅する夫に不信と疎外感を感じるようになり、更に自らの周りに不審者が出没するようになったことで、スージーとの交友関係を深めていく。
- スージー・ミラー (Susie Miller)
演 - クセニア・ソロ
ハイネック博士の妻ミミに接近し、友達としてふるまい、博士の自宅などをスパイしてアメリカの軍事情報を収集しているKGB工作員[11]。
- ヒュー・バレンタイン将軍 (General Hugh Valentine)
演 - マイケル・ハーニー
米軍高官であり、プロジェクト・ブルーブックの創設者。
実際のプロジェクトの創始者である米国空軍少将チャールズ・キャベルをモデルとしている。
- ジェームズ・ハーディング将軍 (General James Harding)
演 - ニール・マクドノー
米軍の高官であり、プロジェクト・ブルーブックの共同創設者。
実在のプロジェクト・ブルーブックの調査期間中、米国空軍少将チャールズ・キャベルのスタッフであった、ウィリアム・ガーランドがモデル[12]。

### その他の出演者
- ウィリアム・フェアチャイルド国防長官 (William Fairchild, United States Secretary of Defense.)
演 - ロバート・ジョン・バーク
国防長官 [13]。プロジェクト・ブルーブックの存在を知っているが、プロジェクトを統括するバレンタイン将軍、ハーディング将軍とは敵対関係にある。
- 謎の帽子の男／フィクサー (The Man in the Hat / The Fixer)
演 - イアン・トレイシー　
ハイネック博士の行く先に度々姿を現す謎の男。トレンチコートと中折れ帽が特徴。後にメン・イン・ブラックの一人であることが明らかになる。
- ヘンリー・フラー中尉 (Lieutenant Henry Fuller)
演 - マット・オリアリー
ハイネック博士とクイン大尉が最初の事件で聴取した空軍パイロット。戦闘機での飛行中に謎の発光体と遭遇、空中戦を行うが、帰還後に数奇な運命をたどる。
- ジョエル・ハイネック (Joel Hynek)
演 - ニコラス・ホームズ
ハイネック博士夫婦の一人息子。コミック「フラッシュ・ゴードン」のファン。
- スージーの夫
演 - カリー・グレアム
スージーの夫役で彼女と共にスパイ活動を行っているKGBエージェント。両者の会話からスージーより階級は上のように見受けられる。
- クイン大尉の秘書
演 - ジル・モリソン
ライト・パターソン空軍基地におけるクイン大尉の秘書。
- エドワード・リズート曹長 (Edward Rizzuto)
演 - マイケル・インペリオリ
ミサイル実験基地で不審な行動をとっているところをクイン大尉に拘束された男。ロシアのスパイと思われていたが、実はアメリカ軍所属の二重スパイ。

### 歴史上の人物
- ドナルド・キーホー
演 - アダム・グレイドン・リード
アメリカの作家でUFO研究者。キーホーは、1950年代から1960年代初頭、中期にかけて、UFO研究分野のリーダーであったことで広く知られる。「ペーパークリップ作戦」のエピソードに登場。
- ヴェルナー・フォン・ブラウン
演 - トーマス・クレッチマン
ドイツ系アメリカ人の航空宇宙エンジニア。「ペーパークリップ作戦」「フー・ファイター事件」のエピソードに登場。
フォン・ブラウン博士はNASAでロケットを開発しているが、渡米する以前は、ドイツのナチス党におけるロケット技術開発の第一人者だった。
- ハリー・S・トルーマン 大統領
演 - ボブ・ガントン
米国第33代大統領。シーズン1の最終回「ワシントンUFO乱舞事件」のエピソードに登場。
- ジョン・F・ケネディ
演 - キャスパー・フィリップソン
上院議員。シーズン2に登場 [14]。

## サブタイトル

### シーズン1
1. 「UFO空中戦」 (The Fuller Dogfight)
2. 「フラットウッズ・モンスター」 (The Flatwoods Monster)
3. 「ラボック・ライト事件」 (The Lubbock Lights)
4. 「ペーパークリップ作戦」 (Operation Paperclip)
5. 「フー・ファイター事件」 (Foo Fighters)
6. 「緑色の謎の飛行物体」 (The Green Fireballs)
7. 「消えたボーイスカウトの隊長」 (The Scoutmaster)
8. 「戦争ゲーム」 (War Games)
9. 「アブダクション」 (Abduction)
10. 「ワシントンUFO乱舞」 (The Washington Merry-Go Round)

### シーズン2
1. 「ロズウェル事件 パート1」 (The Roswell Incident - Part I)
2. 「ロズウェル事件 パート2」 (The Roswell Incident - Part II)
3. 「エリア51の秘密」 (Area 51)
4. 「ホプキンスビル宇宙人襲撃事件」 (Hopkinsville)
5. 「黒衣の男」 (The Men in Black)
6. 「宇宙人との遭遇」 (Close Encounters)
7. 「スキンウォーカー牧場の呪い」 (Curse of the Skinwalker)
8. 「根底にあるもの」 (What Lies Beneath)
9. 「ブロークン・アロー」 (Broken Arrow)
10. 「メインブレース演習」 (Operation Mainbrace)

### UFO遭遇事件
- ゴーマンUFO空中戦 - シーズン1エピソード1のモチーフ
- フラットウッズ・モンスター - シーズン1エピソード2のモチーフ
- フェニックスの光 - シーズン1エピソード3のモチーフ
- フー・ファイター - シーズン1エピソード5のモチーフ
- 緑色火球 - シーズン1エピソード6のモチーフ
- ヒル夫妻誘拐事件 - シーズン1エピソード9のモチーフ
- ワシントンUFO乱舞事件 -  シーズン1エピソード10のモチーフ
- ロズウェル事件 - シーズン2エピソード1および2のモチーフ
- エリア51 - シーズン2エピソード3のモチーフ

### 実際の軍事作戦
- ペーパークリップ作戦 - 第二次世界大戦末から終戦直後にアメリカ軍が、ドイツの優秀な科学者をアメリカへ連行した一連の作戦のコード名
- メインブレース演習 - 1952年に実施されたNATOの軍事演習

### 映画・テレビ番組
- 「未知との遭遇」- 1977年公開のアメリカのSF映画。シーズン2エピソード6のモチーフ
- 「プロジェクトU.F.O.」（Project U.F.O.） - 1978年から1979年にかけてアメリカで放送されたSFテレビドラマシリーズ。プロジェクト・ブルーブックに属する二人の捜査官がUFOの実在を調査し、様々な不可解と遭遇する。